# Luca Trevisan

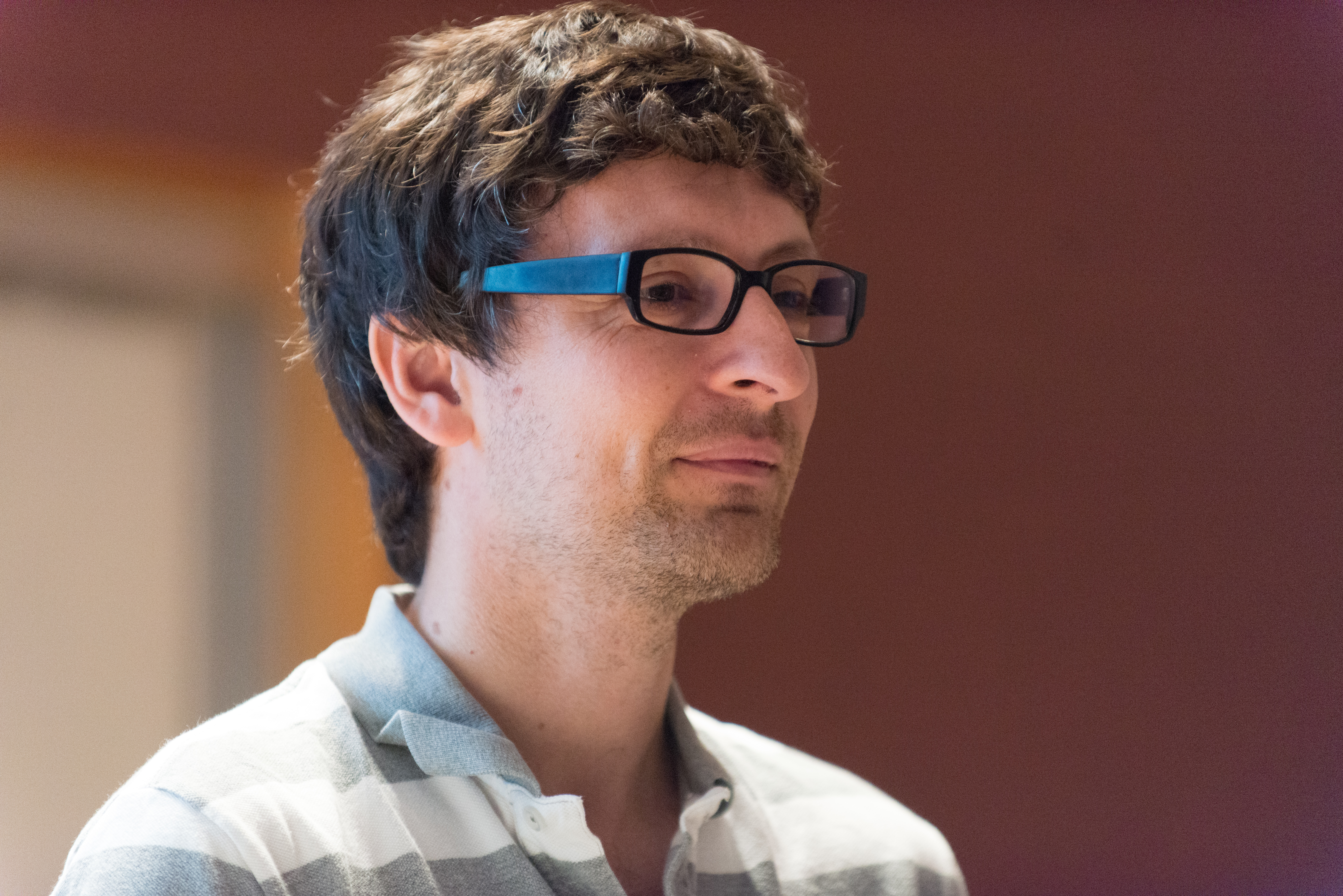
Luca Trevisan (2013)

Luca Trevisan (* 21. Juli 1971 in Rom; † 19. Juni 2024 in Mailand) war ein italienischer Mathematiker und Informatiker.
Trevisan promovierte 1997 an der Universität La Sapienza in Rom bei Pierluigi Crescenzi mit der Dissertation Reductions and (Non-)Approximability. Als Postdoc war er am MIT und 1998 am Center for Discrete Mathematics and Theoretical Computer Science (DIMACS) der Rutgers University und Princeton University. Er war Assistant Professor an der Columbia University und wechselte anschließend an die University of California, Berkeley, dann ab 2010 an die Stanford University, 2014 wieder an die University of California, Berkeley. 2019 wurde er zum regulären Professor für Informatik an die Università Commerciale Luigi Bocconi berufen. Trevisan regte an der Universität auch die Gründung eines Masterlehrganges in Künstlicher Intelligenz an, mit dessen Leitung er ab September 2023 beauftragt war.
In seiner Forschung befasste er sich mit Komplexitätstheorie, Kryptographie, Näherungsalgorithmen in der kombinatorischen Optimierung sowie Zufälligkeitsproblemen in der Berechenbarkeitstheorie.
2000 erhielt er den Oberwolfach-Preis und im selben Jahr auch die Sloan Research Fellowship. 2002 erhielt er auch den Okawa Research Grant. 2006 war er Invited Speaker auf dem ICM in Madrid (Pseudorandomness and combinatorial constructions). 2019 erhielt er den ERC Advanced Grant.
Trevisan stand offen für die Rechte der LGBT ein und beging 2012 das hundertjährige Jubiläum von Alan Turings Geburt mit einer Aufforderung an weitere homosexuelle Wissenschaftler, einen Beitrag zum Wandel der Begebenheiten für schwule und lesbische Wissenschaftler seit Turings Zeiten zu veröffentlichen.
Am 19. Juni 2024 starb Luca Trevisan in Mailand an den Folgen einer Krebserkrankung.